# 美国剧集

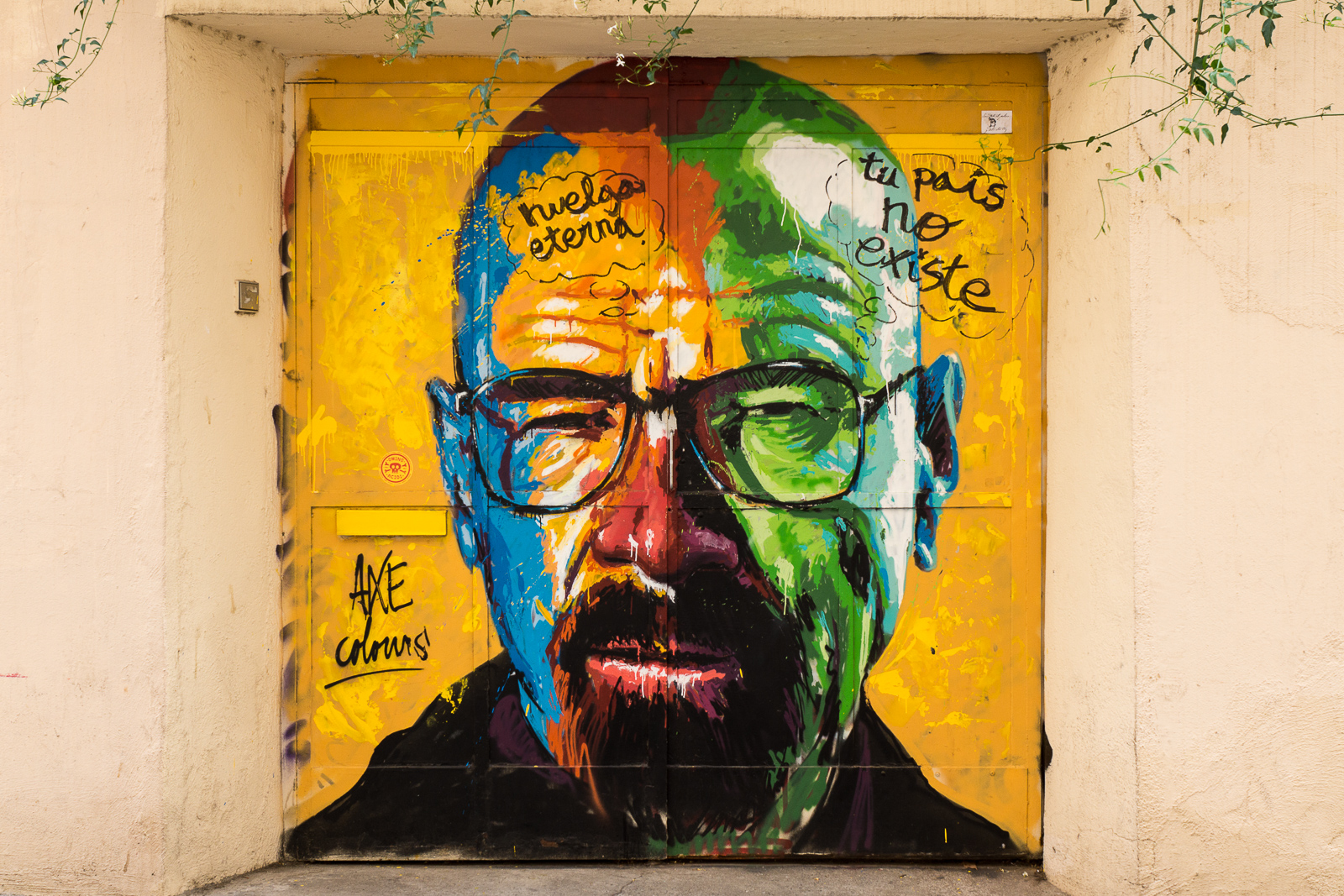
《绝命毒师》二次创作

美國電視及網絡劇集，簡稱「美劇」，廣義泛指美國所有遵循劇本的熒幕視聽節目。「美劇」近年為兩岸三地所通用，在台灣又稱「美國影集」，在香港慣稱「美國片集」，在中國大陸全稱「美國電視劇」。
美剧以季为周期进行制作和播映。商业性无线电视网一般边拍边播，因应观众反响而适时调整；有线频道和流电视则趋于一季拍完再播。晚间电视剧每周在固定时间播送一集；流电视通常同时上架全季或多集。
艾美奖作为美国电视业界的最高荣誉，每年褒扬杰出的电视节目（包括网络剧集）。身为美国流行文化的重要部分，美剧不拘泥于熟固的选材与类型，现以精良的制作、多元的表达和对艺术的不懈追求，持续吸引全球观众。

## 剧种分类
“剧”（Scripted Series）一词在美国用义十分广泛，涵盖所有类型的通过摄录呈现电视或流媒体荧幕的遵循剧本的系列节目。现此狭义化为戏剧类节目，即荧幕播映的融合舞台和电影艺术表现手法而成的艺术样式。
正剧（Drama）、情景喜剧（Sitcom）、肥皂剧（Soap Opera）是美剧的三大类别。各类型剧集有所融汇变通。有些兼容其中两种的特点，例如糅合正剧与喜剧要素的情节喜剧（Comedy-drama / Dramedy）；有些包揽全部三种的特征，比如《慾望城市》等。
此外，常规剧集一般预设集数上限，故事具有不断扩展的可能性。而预设在有限集数（通常为2～10集）中讲述完整故事的剧集又被归为迷你剧（Miniseries）或限定剧（Limited Series）。

### 正剧
除情景喜剧和肥皂剧外，以叙事为重心的戏剧都可以划为正剧（又称戏剧类或剧情类剧集），通常每集长约一小时（包括广告时间）。
正剧根据剧中各集及各季之间的关联程度，可以分为下列三种：
- 连续剧（Serial）。情节连续而分为若干集，主要人物不会轻易变动，比如《化外國度》《反恐危機》等。
- 系列剧 / 单元剧（Procedural）。主要人物贯穿始终，每一集（或几集）本身自成体系，结构精巧且类似，但与其它各集主旨紧密联系，例如《紐約重案組》《法網豪情》等。
- 诗选剧（Anthology）。多个故事独立成篇而分篇之间几无人物或情节关联。细分为三种模式：一是每集内含数个独立故事的；二是各集独立完整的，譬如《陰陽魔界》《希治閣劇場（英语：Alfred Hitchcock Presents）》等；三是单季独立成章的，例如《冰血暴》《美國犯罪故事》等。

系列剧和连续剧会有一定渗透融合。不少系列剧会以贯穿始终的终极谜团，引领整季乃至全剧；或在季终时设置悬念，吸引观众续看下一季。而连续剧有时也会抛出相对独立的情节，调节剧情松紧或丰富人物形象。
有些正剧只围绕一条或非常少量的故事线索。有些正剧却是故事线索很多，多条线索平行发展，或者相互关联，最后交叉在一起，构成一个完整的故事整体。前一集往往要为后一集铺垫，引导剧情继续向前发展。情节紧凑、波澜起伏，剧情发展扑朔迷离，引人入胜。

### 情景喜剧
情景喜剧是一种以常设人物为中心展开的喜剧，由剧本品质与演员功力双环构成，甚少反映现实问题。常设人物通常个性相异，共享公共或私人空间，在互相斗嘴之中应对困境或化解冲突；困境或冲突具有无穷可能性并趋于棘手，但在观众放松的同时最终被解决。
大部分情景喜剧在固定的摄影棚内以多镜头摄录，通常为室内戏，一般伴随现场观众或后期合成的背景笑声，例如《蜜月旅行》《陽光計程車公司》等。小部分以单镜头摄录，往往没有预先灌录的背景笑声，比如《人生如戲》《拉里·桑德斯秀》等。集长几乎都是半小时左右（包含广告时间）。

### 肥皂剧
肥皂剧因其雏形长篇广播剧多由清洁剂厂商出资赞助而得名。肥皂剧以家庭主妇为主要观众，家庭日用品商家为赞助商，家庭生活环境或室内办公环境为舞台。与正剧的区别在于，以较少的棚内场景为主，依赖人物对白交代情节，几乎不会出现长镜头和动作复杂的场面。
肥皂剧以家庭人际和感情关系为主题。吸引观众的通常不是故事本身，而是人物在故事中的成长和人物关系的变化，即使涉及社会争议话题也会在人物关系的变化中被淡化。有观点斥责肥皂剧以无休止之势营造无中生有的话题。
日间肥皂剧产量高、成本低且制作周期短，每周播送5集，每个工作日午后播送1集，甚少在电视上重播。每集中几条叙事线路并存，在一周中由一个悬念引向一个动人的高潮，在星期五以危机点收尾。有如《指路明灯》《綜合醫院》等。
晚间肥皂剧，在结构上与日间相似，每周在黄金时段播送一集。相对于日间肥皂剧，布景和服装更华丽，外景拍摄更频繁。譬如《朱门恩怨》《錦繡豪門》等。
肥皂剧在世纪之交衰落，日间肥皂剧大幅减产，传统意义上的晚间肥皂剧已退出历史舞台。

## 历史发展

### 起步岁月
1928年9月11日，通用电气的电视台WRGB在纽约州直播一幕剧《女王信使》。这是世界上第一部初步意义上的电视剧，标志人类历史上一种全新的视听艺术类型的诞生。
1930年代，电视系统尚处于试验阶段，NBC和CBS两大广播巨头进行大量尝试，实验性地播送作品，大部分根据百老汇戏剧和经典改编而成。1939年NBC公开播放电视，标志美国电视正式播出。两年后CBS亦开播电视。1943年NBC因反垄断裁决而分拆出ABC。然而电视业在二战时被迫中止，在战后才得以步入正轨。

### 黄金时代
1947年，NBC推出首个直播电视剧栏目《卡夫电视剧场》，这个诗选型戏剧表演栏目的首部作品是《双门》（Double Door）。同类一小时的诗选栏目《雪佛兰电视剧场》《飞歌电视剧场》《第一演播室》《普利策奖剧场》等，均有口皆碑。直播剧场由道具布景、特写镜头和现场表演构成，极具舞台剧特色，故而演员的表情和台词至关重要，一颦一蹙富有夸张色彩。
战后随着经济腾飞和财富增长，电视普及千家万户，至1954年一半美国家庭拥有电视机。美国电视业获得长足的发展，迈入第一个黄金时代（Golden Age of Television）。高雅文化导领1950年代的电视，浩瀚戏剧及文学作品经改编而登上荧幕，歌舞剧也献映电视，甚至有专为电视创作的歌剧。每周出新的诗选剧场不乏原创剧作，其中甚多改编为电影而流传于世。诗选集《马蒂》就常被誉为黄金时代最佳单个节目，其改编的电影版本更赢得金棕榈奖和奥斯卡最佳影片等大奖。
NBC、CBS、ABC分别与各地电视台达成合作加盟协议，构筑各自的联播网，形成电视三巨头。大量电视栏目纷至沓来，播送时间也越来越长。大好光景之下，许多广播剧改编成电视剧，情景喜剧井喷并跻身主流，以充分运用肢体和道具的特征截然区分于广播剧或电影。家庭题材情景喜剧尤盛，主要描绘郊区中产阶级的理想生活，暗示家庭问题能在短时间内被解决，伴随道德说教式结尾。其中《我爱露茜》以亲切且平民化的基调大受欢迎，亦是第一部采用胶片摄制的电视节目，其革命性的多镜头摄录此后成为行业标杆。
电视剧的变革得益于技术不断进步。1954年NBC首先播送全彩电视节目和剧集（但有剧集自1949年起以彩色胶片摄制，1960年代前未曾以彩色播映；NBC的费城分台曾于1953年播送部分集为彩色的剧集）。1957年左右磁盘录像设备的应用使得电视节目不必同时摄播。电视节目可以预先摄录，然后编辑并纠正错误。摄录制作使电视剧真正从戏剧的限制中解放出来。节目开始从简单的小故事逐步转变为愈加复杂的制作，讲述泰坦尼克号悲剧的诗选集《难忘之夜》标志剧情大片的诞生。
1950年代中后期，曾与电视隔绝的好莱坞制片厂踏足电视业，电视制作大部分从纽约转移到好莱坞，从直播转向摄录。西部片蔚然成风，冒险片、警匪系列剧、悬疑惊悚片和肥皂剧方兴未艾，剧中善恶形象不再迥然分明。此中刻画西部警察的《荒野大鏢客》独树一帜，及后荣膺美国黄金时段最长剧集，成功的原因之一在于聚焦严肃的社会议题，二十年间不断适应各时代的进步价值。不过，热衷于时政的在当时只占少数，郊区家庭题材情景喜剧领衔的乌托邦式创作风靡云蒸。
第一个黄金时代是以直播剧场栏目为标志，大致介乎1948年至1959年；也有人认为始于1947年《卡夫电视剧场》首秀，终于1957年《90分钟剧场》末次直播。直播剧场建基于所在地纽约的戏剧传统，与好莱坞制作形成鲜明的文化品感差异。

### 丰富时期
1960年前后数年，美国电视品质显著下跌。除上述变迁外，又一原因在于电视深入基层，至1960年代初大约九成美国家庭拥有电视机。另一原因则是“最不令人反感的节目”一说笼罩电视界；它假定如果只有三个电视频道，那么人们会偏向更不反感的节目而非更喜欢的节目；这驱使三巨头倾向于折取中庸的节目。
1960年代大致从现场直播戏剧模式过渡到当今常见的情景喜剧和正剧，题材日渐丰沛。风行一时的诗选剧和剧场表演逐渐消逝，西部片与充斥暴力的动作冒险片绵延不断，乡村和奇幻题材的情景喜剧泛滥横流。其中乡村题材喜剧滥觞于以朴实无华的普通人为特色的《安迪·格里菲斯秀》。同时，电视日益彰显其社会作用，剧集等娱乐性节目与新闻纪实类节目却泾渭严分。时兴的情景喜剧都以逃避现实为内核，延续乌托邦式世界观。
专为电视制作的电影于1960年代中期一炮而红，往后数十年间蒸蒸日上。不受程式化剧情公式约束的电视电影常以“全球首映”之名博得比剧集更高的收视，亦化作新剧创意库和试验田。
1965年NBC发起电视节目全彩化，一两年后各大电视网达至近乎全彩。鉴于电视三巨头垄断市场，1970年联邦颁令要求电视网交还晚间特定时段予其加盟台（PTAR），禁止电视网拥有非自制节目或从中获益，又限制电视网制播节目数（Fin-syn）。该条例后来废止，但是委托制作却根深蒂固，亦从另一角度成就众多电视珍品。
随彩色电视和PTAR而来的是1970年代初CBS策动的“村味清洗”（Rural Purge），聚焦乡村的西部片和情景喜剧等热剧被煞停，更显现代化的、面向城市和郊区消费者的新剧取而代之，医疗、律政和警务等题材受宠。受“社会自觉性”（Social Consciousness）驱动，CBS多部剧集回应年轻人的现实关切并盛极一时。《一家子》不避讳亵渎性语言，藉由蓝领父亲与研究生女婿的爆笑斗争，探讨争议论题；《風流軍醫俏護士》坐镇韩战借古讽今，嬉笑怒骂地审视越战；《玛丽·泰勒·摩尔秀》刻画疗愈情伤的单身女人的生活，树立新式家庭观和性别观。摩尔合创的MTM公司影响深远，成为许多后继优秀剧集主创的西点军校。
延至1970年代中后期，肩负社会责任的情景喜剧收视疲软，逃避现实主义回流，怀旧题材盛行。以衣着暴露、性欲满足和淫秽幽默为卖点的“曳曳节目”（Jiggle TV）来袭，ABC的浪漫喜剧和犯罪题材剧集沦为温床。
此外纵观1970年代，家庭题材情景喜剧由盛转衰，科幻题材剧集欣欣向荣。发轫于《根》，连映数夜的短篇剧集崛地而起。

### 繁荣年代
肥皂剧自1970年代末起从专供家庭主妇，演化到吸纳众多男性和大学生观众。《朱门恩怨》代表肥皂剧暌违八年后闯入黄金时段。晚间肥皂剧叙事交织复杂、跨集连贯，其辉煌点亮了当其时以系列剧为惟一选项的正剧跨集叙事的希望。不过传统意义上的晚间肥皂剧于1980年代末陨落。
1980年代以降，有线电视、卫星电视和录画机（VCR）如雨后春笋般扩展至众多城市家庭，日渐动摇传统三巨头的统治性地位。有线频道为其特定受众量身订造，而非如无线电视网一般漫天撒网式迎合大多数人的平均审美，导致观众分化。
为应对有线频道的挑战，无线电视网推出多元题材，传统家庭喜剧和动作冒险片卷土重来。“最不令人反感的节目”之说在NBC让位于精准吸引特定客群的编排，尤其是针对高端观众的精品剧集。其代表《山街蓝调》富有文学性、叙事复杂性和视觉丰富性，被评论界视为电视之为艺术的例证。其成功重新振兴正剧，启发《洛城法網》《法網遊龍》《仁心仁術》《雙峰》等后续精品，为世纪之交有线频道创作浪潮的先波。
1980年代至1990年代，NBC在星期四夜晚如日中天，除上述的《山》《洛》《仁》等正剧外，尤以喜剧为金漆招牌。当晚剧作和其他喜剧更被刻上“必看节目”（Must See TV）的烙印，以此制高拉抬收视并实现全盛。期间孵化诸多收视口碑俱佳的剧集。当中《宋飞传》透过对日常的细致观察发掘潜藏生活细节中的幽默，展现情景喜剧的新样式，都市幽默自此经久不衰。《天才老爹》《歡樂酒店》《欢乐一家亲》《老友记》等喜剧亦是个中翘楚。
1990年代，传统三巨头霸权式微，社会不再共享相同的视听景观，不过各类剧集也更丰富。例如家庭情景喜剧既有传统形态，也有聚焦中下阶层的现实题材。许多创新来自有线频道和三大新兴商业性电视网。《辛普森一家》以其辛辣的社会讽刺及对流行文化的自我反省，确立喜剧新范式，激发成人动画涌现。《X档案》和《魔法奇兵》等青少年剧集堪称雅俗共赏。
2000年美版《幸存者》风靡大众，引致真人实境节目在黄金时段遍地开花，大幅压缩剧集的生存空间，情景喜剧首当其冲。2000年代，多镜头喜剧退散，单镜头喜剧艰难奋起。另一边厢在四大电视网，系列剧在罪案、律政和医务等题材领军下回勇。

### 巅峰盛世
1990年代后期，数字电视开展部署，在2009年前逐步取代模拟信号广播。高清制作随之而来，至世纪末已普及晚间节目。录画时移等技术和在线点播服务茁壮成长。加之大量新生有线频道时段空缺，为新一波创作浪潮提供先机。
全美首家有线电视网HBO在1990年代后期开始自制剧集，Showtime和AMC等有线频道相继转型。《黑道家族》等数部世纪之交的作者驱动型剧作广受赞誉，打破电视向通俗口味让步的桎梏。《黑道家族》《LOST檔案》《广告狂人》《絕命毒師》等反类型剧作转趋以人物驱动情节发展，即深度挖掘人物的精神世界及其与外界的关联，不同人物的复杂的人性相互激荡而形成事件，事件又作用于其精神世界，如此交织往复；主角通常是“反英雄式”的，个性复杂、道德模糊，游走于黑白两道。《白宮群英》《火線重案組》《发展受阻》等剧也各有革新。这场革命由有线频道于世纪末发动，但也有指肇始于1980年代《山街蓝调》等三巨头的正剧。
美国电视由此极大释放创作自由，拓宽电视艺术界域，进入被誉为“电视极盛期”（Peak TV）的空前繁荣，表现为数量与品质齐飞，影像与剧本并进。至2010年代，电视逊于电影的固有印象一扫而空，电影人跨越与电视界之间的鸿沟，跨界掌镜、执笔数见不鲜，巨星主演剧集见惯不怪，剧季集数普遍浓缩，志在高端受众的短篇剧集激增，模糊影视界限。同时，情节喜剧风起云涌，为僵化的喜剧注入活力。
2010年代中期以降，流媒体开始自制剧集并在其互联网平台同时上架多集，有些剧集要素参照互联网大数据分析调配。Netflix一鸣惊人，继而以海量战术蚕食市场份额，独占鳌头。流电视颠覆传统的拍摄模式、盈利渠道和观剧习惯，强力拉升剧集产量。2019年剧本化系列节目（主要是剧集）首播量在八年间翻倍，达到532部。
2010年代后期，重启的老剧和衍生剧蜂拥而至，普遍认为第二个黄金时代已结束，更有甚者指在2013年《絕命毒師》或2015年《广告狂人》谢幕时已告终。

## 共性特点

### 季播模式
美剧以季为周期进行制作和播映。商业性无线电视网一般边拍边播，因应观众反响而适时调整；有线频道和流电视则趋于一季拍完再播。晚间电视剧每周在固定时间播送一集；流电视通常同时上架全季或多集。
美国商业电视在传统上以每年九月中旬至次年四到五月为一个播映季。期间天气较冷，民众较少外出，电视的开机率和收视率自然大幅提升。据统计，播映季收视率高于非播映季约十个百分点。每年年底至次年年初圣诞节和新年等节日连环到来，剧集大多会停播“冬歇”，过后复播。故此自1960年代起，商业性电视网常规剧季为22～26集。剧集假若首播收视高企，会在非播映季重播。
21世纪这一格局逐渐瓦解，更多新剧在上半年乃至夏季首播，一季集数也越来越少。有线频道和流电视剧集每季从12～13集，缩至8～10集。无线电视网续订剧季大多减到20集左右，乃至15～18集；新剧倾向于预订10～13集，如若收效理想，才会续订后半季或下一季。
通过每年固定的摄制播映，许多美剧刻下美国社会变迁的轨迹。长寿剧集与国民一起成长，真正成为国民生活的一部分。

### 编剧主导
剧本始终是新剧开发的关键。新剧起于创意或剧本大纲，极少数创意或剧本大纲会脱颖而出并撰写为单集剧本，少量的单集剧本经过修订会被选中并拍摄样片，部分样片会被遴选并发展为公开播映的新剧。不过近来这一惯例有所改变，不少流电视跳过样片的环节，审核批准全季剧本就投拍整季剧集。但无论有无样片，对剧本的重视决定了编剧在美剧产业的中心位置。才华横溢的编剧更是出奇制胜的法宝。
每部剧集都有编剧团队。他们的分工配合熟练密切，首席编剧设定思路，经过头脑风暴，故事大纲编剧构思故事梗概，故事情节编剧将梗概分化为每一集的故事情节，对白编剧创作编写人物之间的对白，总编剧汇成剧本；编剧团队也要在演员围读时和摄录现场随时修改剧本。不少提出剧集元创意的首席编剧会兼任执行制片人，统筹全局，负责前期筹备和后期发行等。一部剧集通常会委任数位导演轮流执导各集，演员所饰演的角色的命运掌握在编剧手中，因此导演和演员的话语权不大。投资方对制作方干涉较小，编剧大权在握，保证艺术品质。

### 制播合作
美剧制作一般遵循不完全的制播分离模式，制片公司和首播平台通常不同，但共同投资并指导制作。
新剧创作团队会联同制片公司向各大首播平台推销其剧本，并根据后者建议修订。首播平台采纳该剧后，向制片公司支付一部分制作费，以享有首播权（有时附加一轮重播权）。制片公司承担余下直接制作费用，持有次级销售权。假使首播成功，制片公司可以更高售价分销其他电视频道、流电视、影碟发行公司及海外媒体，以追求更大利润。投资占大头的制片公司一般获得大部分收入，首播平台和发行渠道分取剩余收入。
首播平台和制片公司共享利益，共担风险。这种制播合作模式，迥异于制播一体模式，释放外界创作活力而不至于封闭守旧，分散投资成本和市场风险；亦有别于制播完全分离模式，首播平台得以订制具有平台特色的剧集，也有一定话语权压低购剧成本；也促使制片公司负起售后责任，密切关注观众喜恶，只要尚未剧终，就要竭力调控剧集品质。

### 收视为先
美国商业电视十分重视收视率，以此优胜劣汰，尤其是四大电视网，边拍边播正是出于收视考虑。一部剧集一旦在所属频道收视不济，又不受评论家青睐，那么不管其情节进展到何处，都会面临随时停播的危机。一部剧集如果反响热烈，一般会被续订下一季或更多季，甚至在当季追加集数。人物角色倘若受观众喜爱，也很可能会加重戏份。如此，观众影响剧情走向，也令剧集更符合观众的口味。
一般来说，热门剧集会不断被续订，甚至拍至十季以上，造成质量下降、不得善终。不少演员甚至付诸一生。

## 主流媒体
根据《信息与教育交流法案》，美国禁止政府资金影响国内舆论，故此惟有民间媒体在国内运作，包括公营媒体和私营媒体。公营媒体注重严肃新闻和深入报导及文化、教育和公共服务，免费收看或收听且不放商业广告，属于非营利组织，运营独立、编辑自主，即使拨款捐助也无法干涉。其中电视覆盖率高至96%的公共广播电视公司（PBS）据统计是全美最受信赖的全国性机构。
美国私营电视媒体（包括流媒体）则追求盈利，现被少数传媒集团垄断。NBC环球主营NBC、MSNBC、USA电视网、世界电视网与精彩电视网等。迪士尼公司主控ABC、FX与Hulu等，而且与赫兹集团共持ESPN、历史频道、A&E与Liftime等。福斯公司坐拥Fox与Fox新闻等。派拉蒙全球直营CBS与尼克儿童频道等。华纳媒体控制TBS、TNT、CNN、Adult Swim与HBO等。CW为华纳媒体与派拉蒙全球所均股持有。探索公司掌握HGTV、学习频道、探索频道、调查探索频道与美食频道等。艾恩电视网、环球电视网、MeTV分属三大传媒集团。不过也有相对独立或非传媒出身者，AMC和Netflix独立上市，亚马逊影视从属于同名科网巨擎，贺曼频道为同名贺卡家族企业所私有。
美国电视基于收看门槛，大致分为可免费收看的无线电视网（Over-the-air），需付费订阅的有线频道（Cable）和流电视（Streaming）。

### 无线电视网
无线电视网在美国通称“联播网”或“广播网”（Broadcast），在国外被归类为“地面电视”或“免费电视”。电视联播网是一个权力下放但由全国性电视公司主导的电视播送系统。由于电视台覆盖范围和个人或公司所拥有电视台数量受规限，故而美国大多数电视台为独立拥有，但以特许经营合约的形式与经营电视节目的全国性公司组成联网播放节目。
就组织联系而言，各大联播网直接运营所在都会区的直属台，在全国各地与众多附属台合作，向这些加盟的电视台输送节目。各附属台本身是一个完整的地方电视台，负责播送所属联播网的全国性节目——包括剧集、新闻、娱乐和竞赛类节目等，在没有全国性节目的其余时段则播送本地自制的节目——如今通常是本地新闻和公共事务类节目，以及第三方的联合供应节目（Syndication）。联播网的合作协议是排他的，即一个联播网旗下的电视台不允许播送其他联播网的节目。合作协议年限介于一至十年不等，一般是四至六年。
如今超过五十个无线电视网可在全美免费收看，依据性质可分为五类，商业性、西班牙语类、教育及公益类、宗教类、购物类。
其中五大商业性无线电视网，分别是NBC、CBS、ABC、Fox和CW，都以英语播音，在国内覆盖率均高达97%，主要依靠商业广告收入运作。当中，NBC、CBS、ABC并称三巨头（Big Three）；“第四大电视网”在美国电视史上长期虚位以待，Fox成为最成功的竞争者，故与三巨头合称四大电视网。四大电视网收视率长年牢牢占据所有频道前四位置。四大电视网禁止合并，故此ABC的母公司即使在2019年收购Fox的母公司的大部分资产，也无法并吞Fox。
- NBC，全称全国广播公司，于1939年开播电视，四大电视网之一。以喜剧和时政题材见长，且以喜剧富有新意著称。因其台标形似孔雀开屏，常被戏称“孔雀台”。
- CBS，原名哥伦比亚广播公司，于1941年开播电视，四大电视网之一。主打罪案剧和多镜头喜剧。由于主体客群年龄偏高、趋向保守，常被戏称“老人台”，也因其台标被戏称“眼睛台”。
- ABC，全称美国广播公司，于1943年分拆自NBC，四大电视网之一。题材多元，但专注于妇女和家庭观众，喜剧常见家庭题材，正剧以强势女性、悬疑惊悚元素和肥皂剧化为卖点，故常被戏称“主妇台”。
- Fox，全称福斯广播公司，于1986年创立，四大电视网之一。题材丰富，偏爱科幻和动作类型，受众较为年轻。因其台名，常被戏称“狐狸台”。最常停播收视低迷的新剧，因此常遭剧迷诟病。
- CW，2006年由WB与UPN合并而成。收视率低于四大电视网和不少有线频道。定位于年轻世代，主攻青春偶像剧和DC漫改剧，旗下剧集一度风行中文网络。若调转台名便是“WC”，故常被谑称“厕所台”。

### 有线频道
有线电视频道不胜其数，遵循订阅缴费方式之异，可以分为两类。一是通过套餐打包订阅的基本有线频道（Basic Cable），观众覆盖面较广，节目尺度较小但大于五大电视网，例如AMC和FX等。二是多为指名订阅的付费有线频道（Premium / Pay Cable），节目尺度较大，血腥暴力、正面裸露与毒品元素时常出现，譬如HBO和Showtime等。
HBO是此中旗舰，曾大力推动有线电视和卫星电视的发展。自1990年代以来，它推出许多自制精品，影视剧尤为突出，代表剧作有《黑道家族》《火線重案組》等。HBO亦以形式大于内容的包装华饰著称。随之崛起，在2002年前后和2012年前后，有线频道中泛起两波制播剧集的热潮，就连专术的历史频道和探索频道也不例外。其中AMC的《广告狂人》《絕命毒師》深受好评。

### 流电视
流电视又称“电视流”、“网络电视”或“在线电视”，是指通过互联网传送视听节目，亦被视为一种电视媒体。流电视独播节目一般不播放广告，主要依赖用户订阅费及单次付费收入。2010年代互联网首播剧集兴起，流电视先驱者Hulu、Netflix和亚马逊影视，率先摄制剧集并上载其互联网平台供人点播。Apple TV+、迪士尼+和HBO Max等相继成立并推出独播剧集，流电视蔚然成风。

## 播映观看
美国电视的黄金时段（Prime Time）在传统上是东部时区和太平洋时区星期一至星期六20:00～23:00与星期日19:00～23:00，在其他时区则提前一个小时。这是剧集大显身手的时间。
商业性电视网在黄金时段的前半段一般播送合家欢的喜剧。然而近年真人实境节目和针对成人观众的喜剧及正剧呈现后来居上之势。而在黄金时段的后半段，各类题材正剧大行其道。
星期日是美国电视中最受瞩目的夜晚，当晚播送许多重磅节目。收视率往往会在新的一周逐步下滑，直至星期五、星期六触底。因此多数电视网已经放弃在星期六黄金时段首播剧集。各大商业性电视网十分注重星期四晚间的收视率，因为这一夜的收视率将影响美国许多周末消费机构（例如汽车、电影及舞台剧售票等）的广告投放力度。故而商业性电视网往往会在星期四推出最受欢迎的节目。迈入2000年代，星期日晚间逐渐取代星期四晚间成为最受重视的电视收视之夜。
近年在流电视带动之下，美剧产量逐年攀升。2019年剧本化系列节目（大部分为剧集）首播量恰是八年前的双倍，达到532部，为同年获许可证的中国大陆电视剧的两倍多。
1996年～1997年播映季美国家庭电视机拥有率是98.4%，为历史最高。如今多数美国家庭拥有多于一台电视机。2017年美国观众日均观看电视3小时58分钟；观看总时长增加，其中即时收看减少。

### 节目分级
美国电视分级制度于1997年开始实施，是由于当时电视节目中的露骨性爱、暴力画面和亵渎言行等内容日渐增加，而在国会指导下由业界自行酝酿契成的自愿性分级体系。电视节目设有下列6种分级，应当基于各集内容分别分级：
- TV-Y：面向2～6岁幼儿，适合所有未成年人。
- TV-Y7：最适合7岁及以上未成年人。适合已能分清现实与虚构的未成年人。
- TV-G：普遍适合所有年龄，家长可以让幼儿在无人看管时观看。没有或极轻微地涉及暴力、温和用语、性爱对话或情景。
- TV-PG：可能有些内容不适合幼儿，建议家长指引。可能涉及少数粗俗用语，一些性爱内容、暗示性对话或温和的暴力。
- TV-14：可能有些内容不适合14岁以下少儿，家长不宜让14岁以下少儿在无人看管时观看。可能涉及强烈的暗示性对话、粗俗用语、性爱情景或暴行。
- TV-MA：专供成熟的成年人，可能不适合17岁以下未成年人。可能涉及粗俗的下流语言、露骨的性行为和暴力画面。多见于有线频道和流电视，几乎不会出现在无线电视网。

除分级外，依据不同的节目内容，可加注下列4个内容标示：
- D – 性爱对话或暗示性对话
- L – 粗俗语言
- S – 性爱情景
- V – 暴力

另外，无线电视网被禁止在6:00～22:00播送不雅内容，内部自审往往更为严格。
据此可以判断一部剧集是否适合自己或亲友观看。

### 收视调研
美国有多个公司进行收视调研，其中最权威的是尼尔森公司。它通过自己分布在全国的电视网络，极为细致地统计出相关数据，并将这些数据卖给电视网、其他新闻机构以及广告商。过往抽样调查被批缺乏代表性，加之模拟信号几乎为数字信号所取代，联合有线电视运营商通过机顶盒进行普查成为首选。
然而，近来录画延时回放、流电视点播日益烜赫，单一的即时直播收视不够全面。于是各大调研公司掀起改革浪潮，加入延时收视数据，但在互联网数据上取向不一。
鉴于18～49岁人群最具消费潜力，最受广告商青睐，收视报告会将这一年龄层的收视率置于首要位置，也迫使电视节目以此作为衡量盈亏的重要标准。
现如今有线频道收视率总和超过无线电视网，而四大无线电视网单一节目和单一频道收视率通常高于有线频道。不过，近年来四大电视网收视率最高的节目几乎都是真人实境节目或橄榄球比赛，而非剧集。

## 权威奖项
艾美奖是美国电视界的最高荣誉。它由多个平行的部门构成，其中获广泛关注的是黄金时段艾美奖和日间艾美奖，分别由电视艺术与科学学院（ATAS）与国家电视艺术与科学学院（NATAS）颁发，褒扬杰出的电视节目（包括网络剧集）。
黄金时段艾美奖在区域、时间和集数上限定参评资格。面向全美一半以上区域于评奖周期（上年6月1日至本年5月31日）在电视的18:00～26:00（即次日2:00）时段或流媒体首播的节目，才能参评该届奖项。在评奖周期截止前首播至少6集的剧集，才能参评喜剧类或正剧类奖项。
黄金时段艾美奖通常举办于每年九月中旬的星期日，避免与秋季许多电视节目的首播日期相冲。现时四大电视网轮流播映颁奖典礼。若值NBC转播，则一般会提前到八月下旬。
众所周知，黄金时段艾美奖的评选不走大众路线。七十多年来，依旧从社会角度、电视业发展的前景去考量电视剧之优劣，仍然高昂着头颅、霸权地左右着美剧的心跳。
另外，国际电视艺术科学学院（IATAS）主办的国际艾美奖面向美国境外，文化交流意义大于其含金量。金球奖电视类奖项也备受瞩目，由好莱坞外国记者协会于每年一月中旬举办，业内地位较艾美奖低。

## 经典剧作
2013年，美国编剧工会评出史上101部剧本最好的电视剧，《娱乐周刊》选出史上最佳电视节目100部，《电视指南》评选史上最佳电视剧60部，2016年《滚石》甄选史上最伟大电视节目100部；上述榜单代表剧作家或评论界的公论，广为引用。下表列出四份榜单中平均排名最高的20部美剧（非戏剧节目或非美国剧集未列出）。
| 平均 排名 | 英文剧名                  | 中文剧名         | 编剧 工会 | 娱乐 周刊 | 电视 指南 | 滚石 |
| --------- | ------------------------- | ---------------- | --------- | --------- | --------- | ---- |
| 2.0       | The Sopranos              | 黑道家族         | 1         | 5         | 1         | 1    |
| 3.0       | Seinfeld                  | 宋飞传           | 2         | 3         | 2         | 5    |
| 4.5       | The Wire                  | 火線重案組       | 9         | 1         | 6         | 2    |
| 5.8       | All in the Family         | 一家子           | 4         | 6         | 4         | 9    |
| 7.0       | The Twilight Zone         | 陰陽魔界         | 3         | 13        | 5         | 7    |
| 7.3       | The Simpsons              | 辛普森一家       | 11        | 2         | 10        | 6    |
| 10.3      | Mad Men                   | 广告狂人         | 7         | 9         | 21        | 4    |
| 10.8      | Breaking Bad              | 絕命毒師         | 13        | 18        | 9         | 3    |
| 13.5      | Cheers                    | 歡樂酒店         | 8         | 15        | 11        | 20   |
| 14.5      | I Love Lucy               | 我爱露茜         | 12        | 11        | 3         | 32   |
| 15.0      | M*A*S*H                   | 風流軍醫俏護士   | 5         | 31        | 8         | 16   |
| 15.8      | The Mary Tyler Moore Show | 玛丽·泰勒·摩尔秀 | 6         | 4         | 7         | 46   |
| 24.8      | Friends                   | 老友记           | 24        | 21        | 28        | 26   |
| 26.3      | The Honeymooners          | 蜜月旅行         | 31        | 20        | 13        | 41   |
| 27.0      | The X-Files               | X档案            | 26        | 29        | 25        | 28   |
| 29.0      | Law & Order               | 法網遊龍         | 43        | 23        | 14        | 36   |
| 29.5      | The West Wing             | 白宮群英         | 10        | 51        | 42        | 15   |
| 31.0      | The Larry Sanders Show    | 拉里·桑德斯秀    | 20        | 34        | 56        | 14   |
| 31.5      | Lost                      | LOST檔案         | 27        | 24        | 36        | 39   |
| 33.0      | Hill Street Blues         | 山街蓝调         | 15        | 35        | 23        | 59   |

其中自2013年起，美国电视“四大神剧”（即正剧杰作）一说在评论界广为流传，分别指向《黑道家族》《火線重案組》《广告狂人》《絕命毒師》。其他优秀剧作可以参见黄金时段艾美奖、美国编剧工会或美国电影学会等业界评价，亦可参考《電影筆記》《视与听》或Metacritic等媒体评论。

## 业态评价
有人说，美国电视剧，并非一块视觉文化的新大陆，它正以越来越考究的艺术品位，越来越奔放的自由创意，区别于日趋僵化的好莱坞。正如80年代初美国最优秀的那些影视作品，它正在为我们打开一个鲜活的、具有创造力的窗口。《電影筆記》评论，在工业化的电影制作领域，美国电视剧的成就已经超越了好莱坞的大多数电影。有人断言美国电视剧正处于一个难得的黄金时代，电视剧产业给予创造者更多的自由，而这种情况在好莱坞是几乎不存在的。当电影沦为儿童玩具，电视剧所提供的阅读快感将使它成为最后的成人读物。

## 全球影响
美国的商业电视高度发达，无论是规模或是影响在世界电视体系中都是最大的。
美国电视于1950年代开始外销节目，1970年代取得国际市场优势。据统计，如今美国每年向外发行节目总时长达到三十万个小时，其中卖得最多的是剧集，外销总额远超位列第二、三位的土剧和韩剧。在几乎所有的开放国家，美剧无处不在。许多发展中国家的电视节目有50%～80%来自美国，以致电视台形似沦为美国电视转播站。美剧正如同美国快餐，风靡整个世界。
美剧之于受众，不仅只是消遣娱乐，而是一种文化，与生活紧密联系的一部分。海外观众普遍耳濡目染其中蕴含的文化和价值观念，流行时尚、美式词汇和语言表达流向各地，生活图景、消遣方式和交际模式默转潜移，普世价值、个人自由和独立自主的价值观念亦深入人心。

## 在华受限
1990年代至今，包括美剧在内的境外影视剧在中国大陆传播持续受压。
- 1981年，央视引进的第二部美剧《加里森敢死队》被中途停播。
- 1990年11月起，境外影视剧被限于各台当天影视剧总量的20%之内，在18:00～22:00限于15%之内。[5][6]
- 2000年2月起，除经特许，境外影视剧被禁止在电视的19:00～21:30播出。[7]
- 2004年10月起，境外影视剧的电视禁播时间延长至19:00～22:00。[8]
- 2008年1月起，未持影视许可证的影视剧被禁止在互联网传播，但执行困难，直至2014年此禁令被重申。[9][10]
- 2014年4月，《生活大爆炸》等正版美剧以“政策原因”为由在各大网站下架，引致广泛质疑。[11]
- 2015年4月起，各网站被要求统一登记境外影视剧引进信息，且境外影视剧引进量被限于国产（中国大陆）的30%之内。互联网境外影视剧“全季先审后播”全面实施，新季滞后约半年，导致引进暴减[來源請求]。[12]

## 与亚洲剧集比较
- 商业模式：美国电视剧集多在播映季播出，每星期播映一集，其中大部分不会重播。这帮助观众们形成定时收看电视的习惯。然而，在台湾、中国大陆或其他国家，一部电视剧若获得了良好的反响，将在相同或不同的频道被一次又一次地重复播出。

- 编剧水平：美剧有更丰富的主题，但亚洲剧集的主题却很匮乏。另外，美剧更加注重对角色形象的描写，而亚洲剧集更加注重故事。此外，美国的电视剧较亚洲更加注重时效性。